# 賴蘭海茨 (肯塔基州)
賴蘭海茨（英語：Ryland Heights）是一個位於美國肯塔基州肯頓縣的城市。

## 地方資料
根據2020年美國人口普查的數據，賴蘭海茨的面積為14.11平方千米，當中陸地面積為13.57平方千米，而水域面積為0.53平方千米。當地共有人口922人，而人口密度為每平方千米65.34人。